# Héliogaine

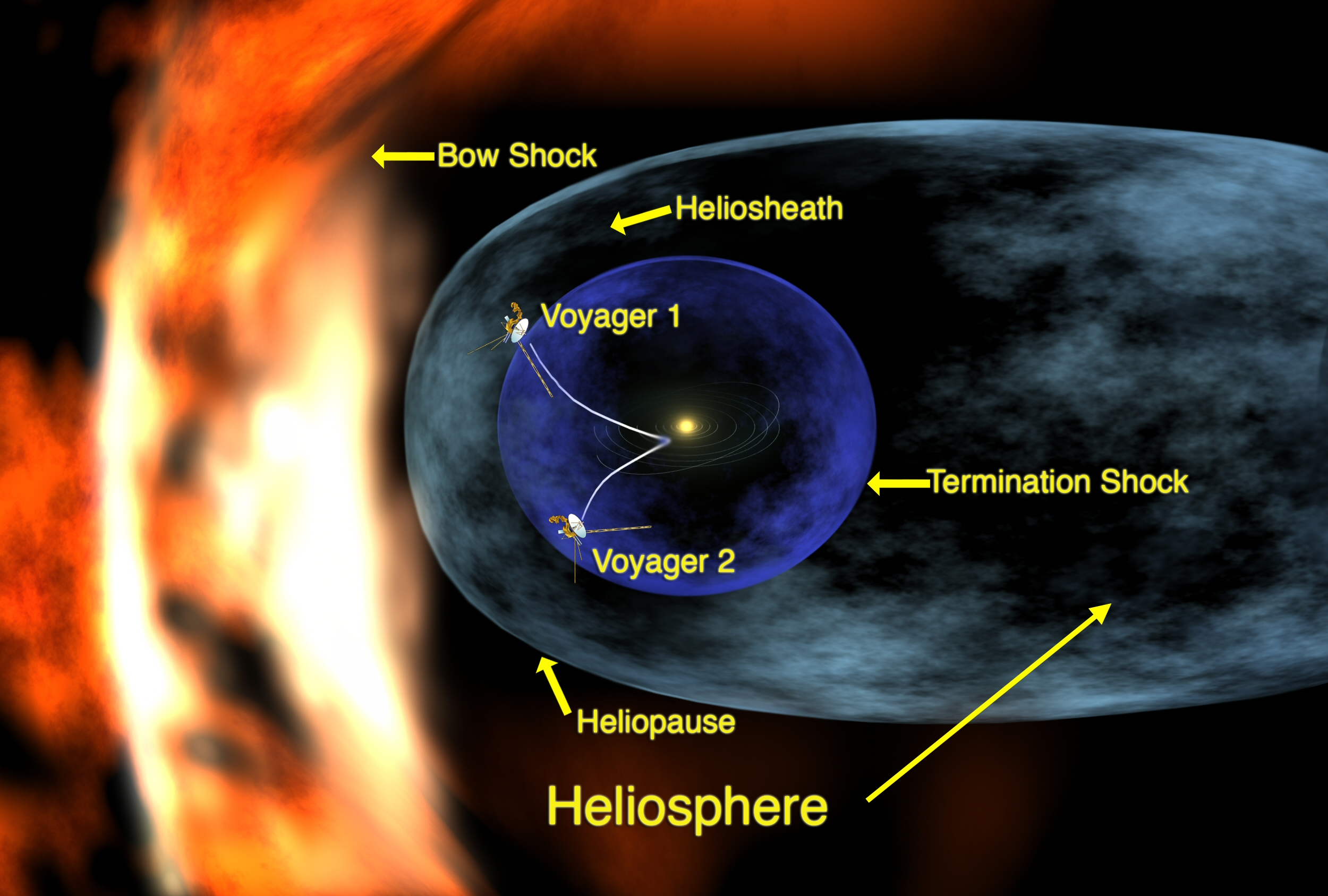
Voyager 1 dans la région de l'héliogaine.

 (juin 2024).
Si vous disposez d'ouvrages ou d'articles de référence ou si vous connaissez des sites web de qualité traitant du thème abordé ici, merci de compléter l'article en donnant les références utiles à sa vérifiabilité et en les liant à la section « Notes et références ».
Pour un article plus général, voir Héliosphère.
L'héliogaine est la région de l'héliosphère située au-delà du choc terminal. C'est là que le vent solaire est ralenti, comprimé et fait turbulence par son interaction avec le milieu interstellaire. 
Elle est formée de particules émises par le soleil qui entrent en collision avec des particules interstellaires. Ces particules s'accumulent autour de l'héliopause et créent une onde de choc.  
Cette région est connue également sous le nom anglais heliosheath.

## Description
L'héliogaine est la couche de l'héliosphère entre le choc terminal et l'héliopause. 
Sa distance du Soleil est d'environ 80 à 100 unités astronomiques (UA) à son point le plus proche. Elle a une forme de chevelure de comète, dans la direction opposée au déplacement du Soleil dans l'espace. Son épaisseur est estimée entre 10 et 100 UA,.

### Analogie avec l'eau qui tombe dans un lavabo
On peut facilement reproduire une analogie à l'héliogaine dans un lavabo : l’eau qui tombe s’éloigne du point de chute de façon uniforme, mais seulement autant que lui permet sa pression. Lorsque l’eau s’éloigne trop, sa pression diminue et ne lui permet plus de s’étendre davantage, en particulier à cause de l’eau qui se trouve déjà autour et lui opposant une résistance. L’eau y forme un bourrelet plus ou moins circulaire autour du point de chute. Ce bourrelet est dans son ensemble l’analogue à l’héliogaine. La limite intérieure du bourrelet est quant à lui le choc terminal.

## Exploration
La mission des sondes spatiales Voyager 1 et Voyager 2 est notamment d'étudier l'héliogaine. 
En mai 2005, la NASA annonce que Voyager 1 a traversé le choc terminal et est entré dans l'héliogaine en décembre 2004, à une distance de 94 UA. Un rapport précédent avait déjà fait état d'une entrée dans l'héliogaine en août 2002 (à 85 UA), cependant cette annonce est considérée comme ayant été prématurée. 
Voyager 2 franchit le choc terminal en 2007 à une distance de 84 UA.